# Fukar

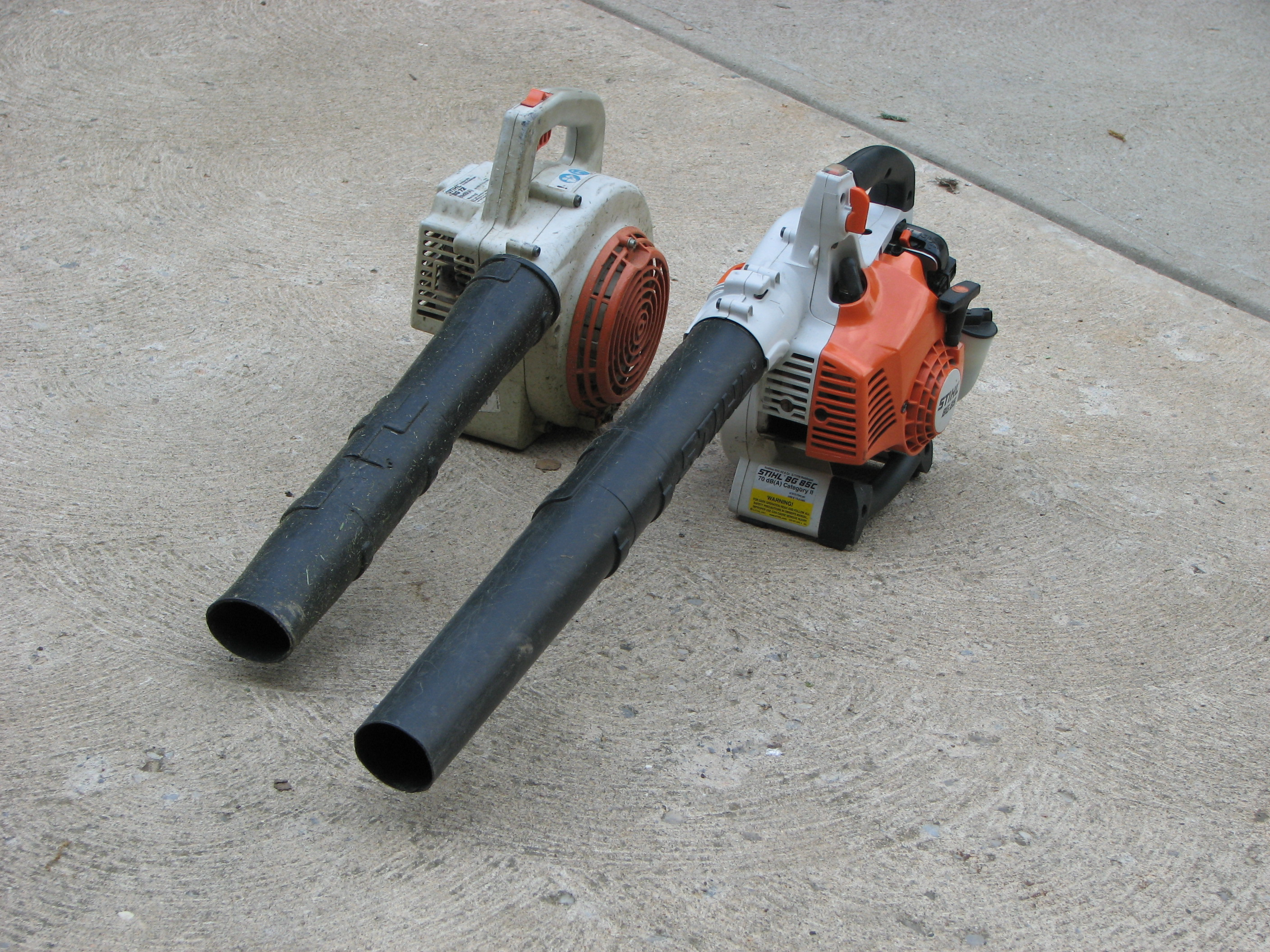
Fukary

Fukar je zemědělský či zahradní stroj, elektrické, benzinové či akumulátorové nářadí. Užívá se pro různé účely, malé stroje nejčastěji pro rychlý úklid venkovních prostor. Standardně se využívá pro vysávání a shrnování spadaného listí a rozfoukání sněhu. Fukary využívají zemědělské podniky k foukání sypkých produktů, sena či slámy. Při úklidu měst je využívají městské technické služby a k úklidu na zahradě i běžné domácnosti. Fukary nachází uplatnění i v truhlářských a jiných provozech, kde je třeba směrovaným proudem vzduchu uklidit třísky, piliny, špony apod.
Elektronická regulace výkonu umožňuje nastavit rychlost vzduchu. Fukary mohou mít dva režimy – foukání a vysávání. Při vysávání jsou nečistoty rozmělněny drtičem, který objem odpadu sníží o 90 %. Režim foukání vypouští vzduch ven z fukaru.
Během 20. století byly velké fukary přídavným zařízením nebo přímo součástí kombajnů pro sklizeň obilí nebo pícnin a foukaly posekaný materiál (bez zrní po vymlácení) na (klecový) vůz jedoucí vedle kombajnu během sklízení na poli, podobně jako např. moderní sněhové frézy odhazují sníh.

## Historie
Fukar vynalezl Dom Quinto na konci 50. let 20. století. Původně se prodával v USA jako součást chemických postřikovačů. Výrobce brzy zjistil, že mnoho lidí odstraní z přístroje chemický postřikovač a používá samotný fukar. Začal tedy prodávat samotný fukar jako zahradní náčiní. Největší úspěchy slavily fukary během kalifornského období sucha[kdy?], kdy bylo zakázáno uklízet zahradu pomocí vody.[zdroj⁠?!]
Richard Hammond v televizním seriálu Brainiac z extrémně výkonných fukarů vyrobil vznášedlo. Od té doby má fukar na listí i jiná využití v amatérském stavebnictví.

## Typy

### Elektrický fukar
Vyžadují připojení do elektrické sítě a jsou méně výkonné. Zpravidla jsou ale levnější.

### Benzinový fukar
Benzinové modely jsou dražší, ale díky velkému výkonu dokáží odstranit i vysoké vrstvy sněhu. Navíc jsou zcela mobilní. Fukary s digitálním zapalováním mají výrazně nižší spotřebu.

### Akumulátorový fukar
Výhodou je mobilní užití bez přívodního kabelu a tichý chod oproti benzínovým typům.